# Stefan Kazimierz Bieniewski
Stefan Kazimierz Bieniewski herbu Radwan – chorąży czernihowski w latach 1669–1683, poborca sochaczewski,
Jako poseł na sejm konwokacyjny 1674 roku z ziemi sochaczewskiej był członkiem konfederacji generalnej zawiązanej 15 stycznia 1674 roku na tym sejmie.